# لیتاون (ویرجینیا)
لیتاون (به انگلیسی: Leetown) یک منطقهٔ مسکونی در ایالات متحده آمریکا است که در شهرستان فردریک، ویرجینیا واقع شده‌است.